# Przytyk
Przytyk is een dorp in het Poolse woiwodschap Mazovië, in het district Radomski. De plaats maakt deel uit van de gemeente Przytyk en telt 990 inwoners.